# Luleandra
Luleandra är ett kvinnonamn av albanskan lule och ëndërr med betydelsen 'blommig dröm'.